# Eduard Zeiler
Eduard Zeiler (Baarn, 26 oktober 1880 – Amsterdam, 30 maart 1926) was een plantagedirecteur en politicus in Suriname.
Hij werd geboren als zoon van Christiaan Fredrich Zeiler (1842-1895; kok en later hoteleigenaar) en Berendina Philippina Sara van Fulpen (1851-1925). Hij werd rond 1904 directeur van de cacao- en koffieplantage Sorgvliet. Hij zou die functie tot zijn dood vervullen.
Bij de parlementsverkiezingen van 1912 werd Zeiler verkozen tot lid van de Koloniale Staten. Nog geen twee jaar later stapte hij op als Statenlid.
Zeiler was met ziekteverlof in Nederland toen hij in 1926 op 45-jarige leeftijd overleed. De begrafenis was op de Oude begraafplaats in zijn geboorteplaats Baarn.